# 聖ヒエロニムスとトゥールーズの聖ルイのいる聖母子
『トゥールーズの聖ルイと聖ヒエロニムスのいる聖母子』（トゥールーズのせいルイとせいヒエロニムスのいるせいぼし、伊: Madonna col Bambino con i santi Girolamo e Ludovico）は、イタリアの初期ルネサンスの巨匠、アンドレア・マンテーニャが1455年頃に描いた板上のテンペラ画である。作品はネリー・ジャックマールによって購入された。ネリー・ジャックマールは1912年に亡くなったため、作品を全コレクションとともにをフランス学士院に残した。現在、パリのジャックマール・アンドレ美術館に所蔵されている。
作品の制作年は通常、マンテーニャが1453年にヤコポ・ベッリーニの娘（ジョヴァンニ・ベッリーニの妹でもある）と結婚した後とされる。ヤコポからの顕著な影響を示しており（胸壁の後ろと花輪の下に2人の聖人とともに聖母子を提示するなど）、マンテーニャへの帰属は以前に議論の対象となったが 、キリストの顔のはっきりとした特徴と、深みのある背景の前の人物に強烈な焦点を当てるのは、両方とも当時のマンテーニャの特質である。